# Черевки (Оржицкий район)
Черевки (укр. Черевки) — село,
Черевковский сельский совет,
Оржицкий район,
Полтавская область,
Украина.
Население по переписи 2001 года составляло 221 человек.
Является административным центром Черевковског сельского совета, в который, кроме того, входят сёла
Заречье,
Слепород и
Хорошки.

## Географическое положение
Село Черевки находится на левом берегу реки Слепород,
выше по течению на расстоянии в 2,5 км расположено село Новоселовка,
ниже по течению на расстоянии в 1 км расположено село Хорошки,
на противоположном берегу — село Слепород и Заречье.

## История
Воскресенская церковь этого села известна с 1760 года
Село указано на подробной карте Российской Империи и близлежащих заграничных владений 1816 года